# Carl Reinecke
Carl Heinrich Carsten Reinecke (Altona, Hamburgo, Alemania, 23 de junio de 1824 - Leipzig, Alemania, 10 de marzo de 1910) fue un compositor, profesor, pianista y director de orquesta alemán. La obra más conocida de Reinecke  es la Sonata Ondina para flauta, pero también es recordado como uno de los músicos más influyentes y versátiles de su tiempo. Como profesor, enseñó a grandes figuras de la música como Sinding, Muck, Riemann y Sullivan.

## Biografía
Reinecke nació en Altona, en aquel momento parte del ducado de Holstein y gobernado por el rey de Dinamarca, ahora un barrio de Hamburgo. Hijo de Johann Peter Rudolph Reinecke, un profesor de música, Carl comienza a escribir música a los siete años, llegando a actuar como pianista a los doce años de edad.
Realizó su primera gira musical en 1843, hecho que le llevó en 1846 a que fuera nombrado pianista de la Corte de Cristián VIII de Dinamarca en Copenhague, donde permaneció hasta 1848. Durante este período escribió cuatro conciertos para piano y cadencias de varias obras, incluso un gran grupo publicado como el Opus 87. También compuso conciertos para violín, violoncelo, arpa y flauta. 
De 1846 a 1848 fue pianista de la corte de Dinamarca, en 1851 profesor del Conservatorio de Colonia, de 1854 a 1859 director de música de Barmen, y de 1859 a 1860 se encargó de la dirección de los célebres conciertos de la Orquesta de la Gewandhaus de Leipzig y asimismo de la cátedra de piano y composición superior del Conservatorio, donde tuvo entre otros alumnos a Albert Maria Eibenschütz, Frederic Hymen Cowen (1852-1935) y Walter Niemann. Conservó la primera plaza hasta 1895, en la que sucedió a Arthur Nikisch, y la segunda hasta 1902, época en la que tuvo que jubilarse a causa de su avanzada edad como director musical y académico de la Singakademie Wroclaw (Breslau). 
En 1865, el Cuarteto Gewandhaus presentó por primera vez su quinteto para piano y en 1892 su cuarteto de cuerda en re mayor. 
Después de su retiro se dedicó a la composición, p. ej. varias óperas. Carl Reinecke murió en Leipzig a la edad de 85 años. 

## Enseñanza

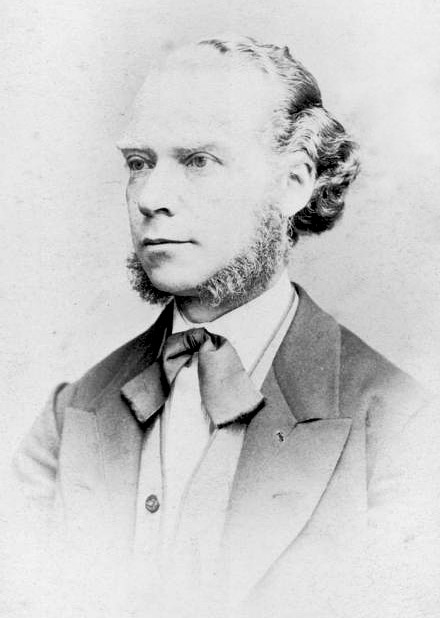
Carl Reinecke en 1860.

Reinecke se dedicó a la enseñanza durante 35 años. Entre sus principales alumnos se encuentran:
- Isaac Albéniz
- Eyvind Alnæs
- Jeanne Becker
- Julius Ivanovich Bleichmann
- Max Bruch
- Frederick Delius
- Richard Franck
- Edvard Grieg
- Basil Harwood
- Leoš Janáček
- Sigfrid Karg-Elert
- Arnold Krug
- Smith Newell Penfield
- Carl Piutti
- Hugo Riemann
- Julius Röntgen
- Camillo Schumann
- Christian Sinding
- Charles Villiers Stanford
- Arthur Sullivan
- Hermann Suter
- Johan Svendsen
- Felix Weingartner
- Sara Wennerberg-Reuter
- Richard Wetz

## Obras
- König Manfred, ópera cómica (1867)
- Ein Abenteuer Händels, opereta (1874)
- Auf hohen Befehl, ópera cómica (1886)
- Der Gouverneur von Tours, ópera cómica (1891)
- Sinfonía n.º 1 en la mayor, op. 79 (1858)
- Sinfonía n.º 2 en do menor, Hakon Jarl, op. 134 (1874)
- Sinfonía n.º 3 en sol menor, op. 227 (aprox. 1895)
- Cuarteto para piano en mi bemol, op. 34 (1844)
- Quinteto para piano en la, op. 83 (1866)
- Concierto para violoncelo en re menor, op. 82 (1864)
- Concierto para violín en sol menor, op. 141 (1876)
- Concierto para arpa en mi menor, op. 182 (1884)
- Concierto para flauta en re mayor, op. 283
- Concierto para teclado n.º 1 en fa sostenido menor, op. 72 (1860)
- Concierto para teclado n.º 2 en mi menor, op. 120 (1872)
- Concierto para teclado n.º 3 en do mayor, op. 144 (1877)
- Concierto para teclado n.º 4 en si menor, op. 254 (1900)
- Serenata para cuerdas en sol menor, op. 242, aprox. 1898)
- Trío con piano, oboe y trompa en la menor, op. 188 (1886)
- Trío con piano, clarinete y viola en la, op. 264
- Trío con piano, clarinete y trompa en si bemol, op. 274 (1905)
- Octeto para madeiras en si bemol, op. 216 (1892)
- Sexteto para flauta, oboe, clarinete, dos trompas y fagote en si bemol, op. 271
- Cinco cuartetos de cuerdas (op. 16 en mi bemol, 1843, op. 30 en fa, 1851, op. 132 en do, 1874, op. 211 en re mayor, 1890, y op. 287)
- Balada para flauta (ballade), op.288
- Sonata para órgano, op. 284
- Sonata para piano para la mano izquierda, op. 179 (1884)
- Trío de cuerdas en do menor, op. 249
- Sonata "Undine" (o Sonata "Ondina"), op. 167 (1882), para flauta travesera y piano.
- Sonata para violín y sonata para violoncelo (tres, en la menor op. 42 1847-8, re mayor op. 89, 1866, y sol menor, op. 238)
- Trío con piano, op. 230
- Drei Fantasiestücke für Viola und Klavier (tres fantasías para viola y piano), op. 43

| Predecesor: Julius Rietz | Director de orquesta de la Gewandhaus de Leipzig 1860-1895 | Sucesor: Arthur Nikisch |

## Atribución
- Esta obra contiene una traducción  derivada de «Carl Reinecke» de Wikipedia en portugués, publicada por sus editores bajo la Licencia de documentación libre de GNU y la Licencia Creative Commons Atribución-CompartirIgual 4.0 Internacional.

- Datos: Q159569
- Multimedia: Carl Reinecke / Q159569